# Gartenmöbel

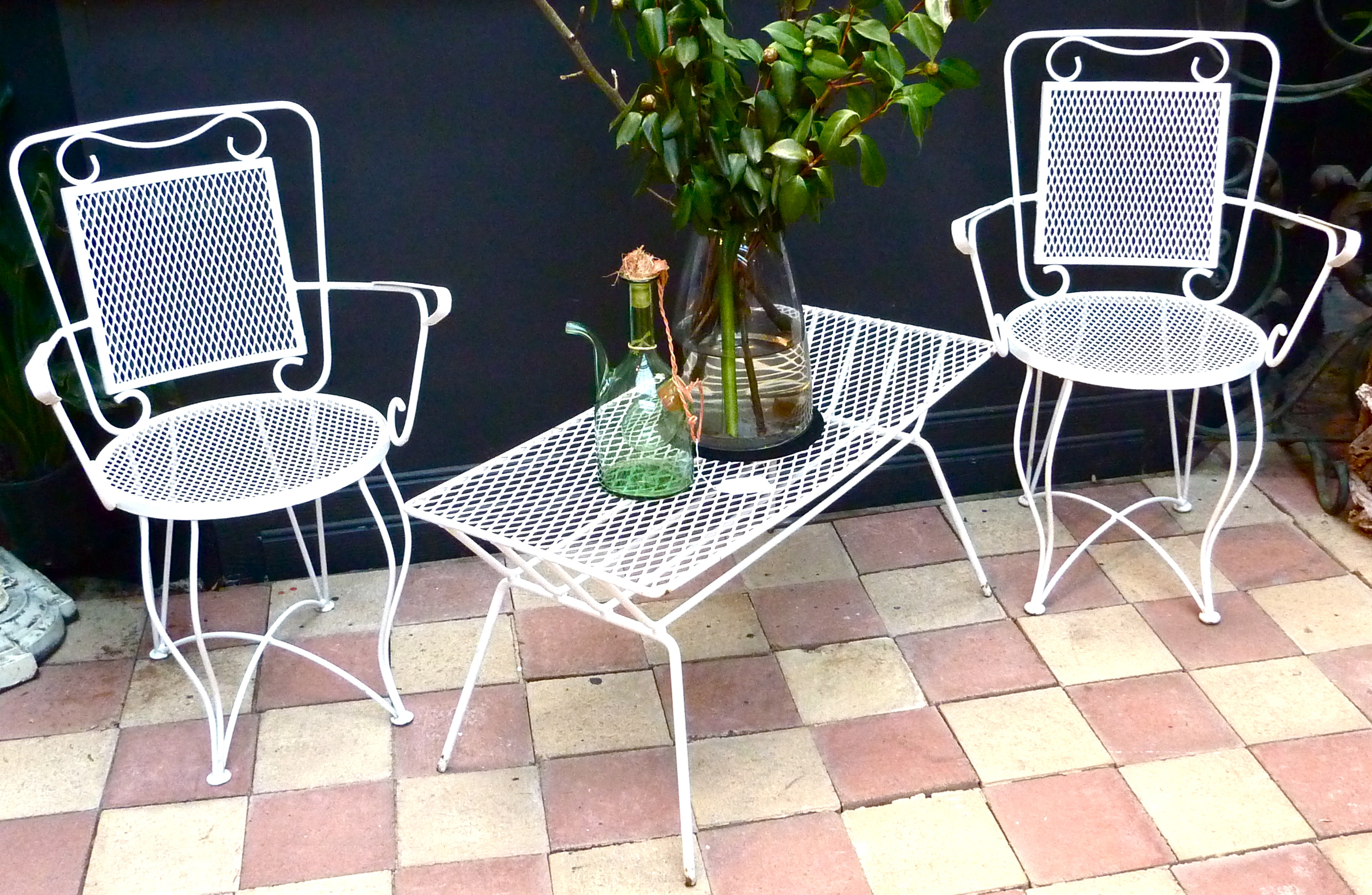
Klassische Gartenmöbel

Gartenmöbel, auch als Freizeit-, Balkon- oder Terrassenmöbel bezeichnet, sind Möbel, die speziell für den dauerhaften Einsatz im Außenbereich gefertigt werden. Sie werden typischerweise aus wetterfesten Materialien hergestellt.

## Geschichte der Gartenmöbel
Im Vergleich zur Geschichte der Sitzkultur ist die Geschichte der Gartenmöbel noch sehr jung. Anfang des 19. Jahrhunderts dienten einfache Gartenstühle und -tische als mobile Bestuhlung für den Gartenbereich. Bald darauf gab es auch erste klappbare Gartenstühle.
Erst in der zweiten Hälfte des 20. Jahrhunderts und durch die aufkeimende Freizeitgesellschaft, die aus dem Weniger an Arbeit und einem Mehr an Freizeit resultierte, begann der Erfolg der Gartenmöbel. Es begannen die Urlaubsfahrten in den Süden – in den 1950er Jahren vorzugsweise nach Italien –, wo man das fröhliche südländische Leben, das sich großenteils draußen abspielte, kennen lernte. In den 1960er Jahren war es dann insbesondere die Hollywoodschaukel, die auf jeder Terrasse und in jedem Garten zu finden war. Heute gibt es eine Vielfalt an Materialien und Ausführungen, die den Übergang vom Wohnraum in den Garten nahtlos gelingen lassen und das Wohnen im Sommer draußen fortsetzen.

## Arten von Gartenmöbeln

### Sitzmöbel
Zu den Sitzmöbeln zählen im Schwerpunkt Stapelstühle, Klappsessel, Korbsessel, Gartenbänke, Loungemöbel, Hollywoodschaukeln und Hocker. Grundsätzlich müssen Außenmöbel der DIN-Norm EN581 nach sicherheitstechnischen und mechanischen Anforderungen entsprechen. Insbesondere Klappsessel oder in jeglicher Art bewegliche Teile bergen Quetsch- und Scherpunkte, von denen eine Verletzungsgefahr ausgehen kann.

### Tische
Auch die verschiedenen Tischarten unterliegen der Norm für Außenmöbel EN581, die hier unter anderem die Standsicherheit dieser Möbel regelt. Es gibt für jeden Einsatzort und Einsatzzweck das passende Möbel. Vom kleinen Balkon-Hängetisch über runde oder eckige Esstische, Ausziehtische bis zu Lounge oder Stehtischen.

### Liegen
Zu den Gartenliegen gehören Klappliegen, Rollliegen, Stapelliegen, Relaxliegen, Deckchairs, Schaukelliegen bis hin zu Hängematten.

### Loungemöbel
Hauptmerkmal von Loungemöbeln ist die niedrige Sitzhöhe, die ein gemütliches Verweilen bietet, aber nicht geeignet ist, um in solchen Sitzgruppen zu speisen. Um einen Übergang von diesen niedrigen Loungemöbeln zu ähnlichen, aber dennoch geeigneten Sitzgruppen, die auch zum Speisen bequem sind, zu finden, wurden in neuerer Zeit vermehrt sogenannte Dining-Lounge-Sitzgruppen entwickelt. Auch hierbei werden Modelle angeboten, die sich vielfältig kombinieren und erweitern lassen.

### Hollywoodschaukel
Seit über hundert Jahren werden nachweislich Hollywoodschaukeln gefertigt. Den Namen verdanken diese Möbel zahlreichen Hollywoodfilmen in den 1950er Jahren. Ein feststehendes Gerüst mit einem Sonnendach bietet den Halt für verschieden breite Sitze, welche in diesem Gestell frei schwingen.

### Strandkörbe
Strandkörbe sind insbesondere in den Nord- und Ostseebädern bekannt und werden standardmäßig als Zweisitzer gefertigt. Die geschlossene Form bietet Schutz vor Wind und Sandflug. Vielfach haben Strandkörbe aber auch den Weg in den heimischen Garten gefunden und vermitteln dort etwas Urlaubsflair.

### Campingmöbel
Diese Möbel zeichnen sich durch ihr geringes Gewicht und eine platzsparende Aufbewahrung aus. Die meist aus leichtem Stahlrohr oder Aluminiumgestellen gefertigten Möbel werden mit wasserfesten und schnell trocknenden textilen Bezugsstoffen bespannt. Werden heute die meisten Gartenmöbel aus Fernost importiert, sind diese Campingmöbel immer noch häufig aus Südeuropäischer Produktion.

### Sonnenschirme
Wurden früher, wie noch heute in Asiatischen Ländern üblich, Sonnenschirme in der Hand getragen, sind diese heute wesentlich größer und finden Halt in speziellen Schirmständern oder im in den Boden eingelassenen Hülsen. Am meisten verbreitet sind die Stockschirme, gefolgt von den moderneren Ampelschirmen, die sich neben der Sitzgruppe befinden und über den Tischbereich geschwenkt werden. Wie die Sonnenmilch verfügen gute Sonnenschirme über eine Sonnenschutzbeschichtung, die ebenfalls in den bekannten Lichtschutzfaktoren erhältlich sind.

## Materialien

### Holz
Holz, insbesondere Teakholz, ist ein äußerst beliebtes Material für die Herstellung von Gartenmöbeln. Teakholz ist sehr witterungsbeständig und sollte regelmäßig geschliffen und geölt werden. Dadurch wird die natürliche Holzfarbe erhalten. Wird kein Öl verwendet, erhält das Teakholz eine silbergraue Färbung. Bei Holzmöbeln sollte auf das FSC-Kennzeichen geachtet werden, das für nachhaltigen Anbau steht.

### Kunststoff
Kunststoffmöbel hatten ihre Hochzeit in den Anfängen der Gartenmöbelentwicklung. Ihre Leichtigkeit, Robustheit und einfache Pflege zusammen mit dem günstigen Preis machten diese Möbel sehr erfolgreich. Nachdem Kunststoffmöbel zwischenzeitlich fast völlig unbedeutend geworden waren, erleben sie heute in neuer Herstellungsart eine Wiedergeburt. Nachdem Polyrattanmöbel den Markt erobert haben, können heute in neuen Verfahren Möbel in Spritzgussmaschinen gefertigt werden, die ebendiese Optik vermitteln.

### Bambus
Obwohl extrem robust und haltbar wird Bambus nur als Nischenprodukt bei den Gartenmöbeln verwendet.

### Rattan
Aus natürlichem Rattan gefertigte Korbmöbel sind aufwendig in der Herstellung und werden nur selten für die kommerzielle Gartenmöbelfertigung verwendet.

### Polyrattan
Geflechtmöbel aus Polyrattan sind vergleichsweise günstig zu produzieren, da die Kunststofffasern als Massenproduktion aus der Maschine kommen. Die Fasern haben den Vorteil, dass diese farbstabil und langlebig sind und sich gut verarbeiten lassen. Polyrattan zählt daher zu den häufigsten Materialien in diesem Segment.

### Metall
Hierzu zählt neben Stahl in verzinkter oder pulverbeschichteter Ausführung besonders Aluminium und als hochwertige Ergänzung auch Edelstahl. Die günstigen Gartenmöbel werden aus pulverbeschichtetem Stahlrohr gefertigt und die hochwertigeren und langlebigeren Möbel aus Aluminiumgestellen mit dem Vorteil, dass diese dauerhaft rostfrei sind.

### Beton
Obwohl Beton im Möbelbau bekannt und absolut im Trend ist, sind Gartenmöbel aus Beton noch die absolute Ausnahme. Beispiele für kommerzielle Betonmöbel finden sich bei Spezialisten im Internet.

### Fiberstone
Ähnlich wie bei Beton sind auch Gartenmöbel aus Fiberstone noch recht neu am Markt. Fiberstone hat den Vorteil, dass die Möbel hieraus wesentlich leichter sind als aus massivem Beton, obgleich die Optik sehr ähnlich ist. Das Material ist frostfest, pflegeleicht und langlebig.

### Fiberzement
Fiberzement ist eine Mischung aus Zement, Gesteinszuschlägen und Bambusfasern. Diese Fasern verbessern das Verhalten des Betons bei Zugbelastung deutlich. Außerdem dient diese Zugabe der Erhöhung der Schlag- und Zugfestigkeit (bzw. Tragfähigkeit) und der Formbarkeit. Die Wände der Artikel aus Fiberzement werden im Allgemeinen wesentlich dünner gefertigt, was das Gewicht erheblich verringert, dennoch sind sie schwer und können nur mit 2 Personen bewegt werden. Die Optik von massiven, schweren Möbeln aus Beton bleibt dabei erhalten, da die vorhandenen Hohlräume von außen nicht zu erkennen sind.

## Messen
Die Messen finden jährlich statt:
- international:
  - Im März findet in Guangzhou/China im Rahmen der China International Furniture Fair die Gartenmöbelmesse für Outdoor & Leisure in China statt.
  - Am ersten Wochenende im September in Köln: Internationale Fachmesse für Sportartikel, Campingbedarf und Gartenmöbel spoga+gafa richtet sich an das internationale Fachpublikum
- national
  - Eine nationale Gartenmöbel-Messe für Fachbesucher ist die gardiente, die bereits im Juli im Messecenter Rhein-Main stattfindet und sich vornehmlich an den deutschen Fachhandel richtet und die Möglichkeit bietet, frühzeitig/rechtzeitig für das Folgejahr direkt zu ordern.